# 酸素吸入

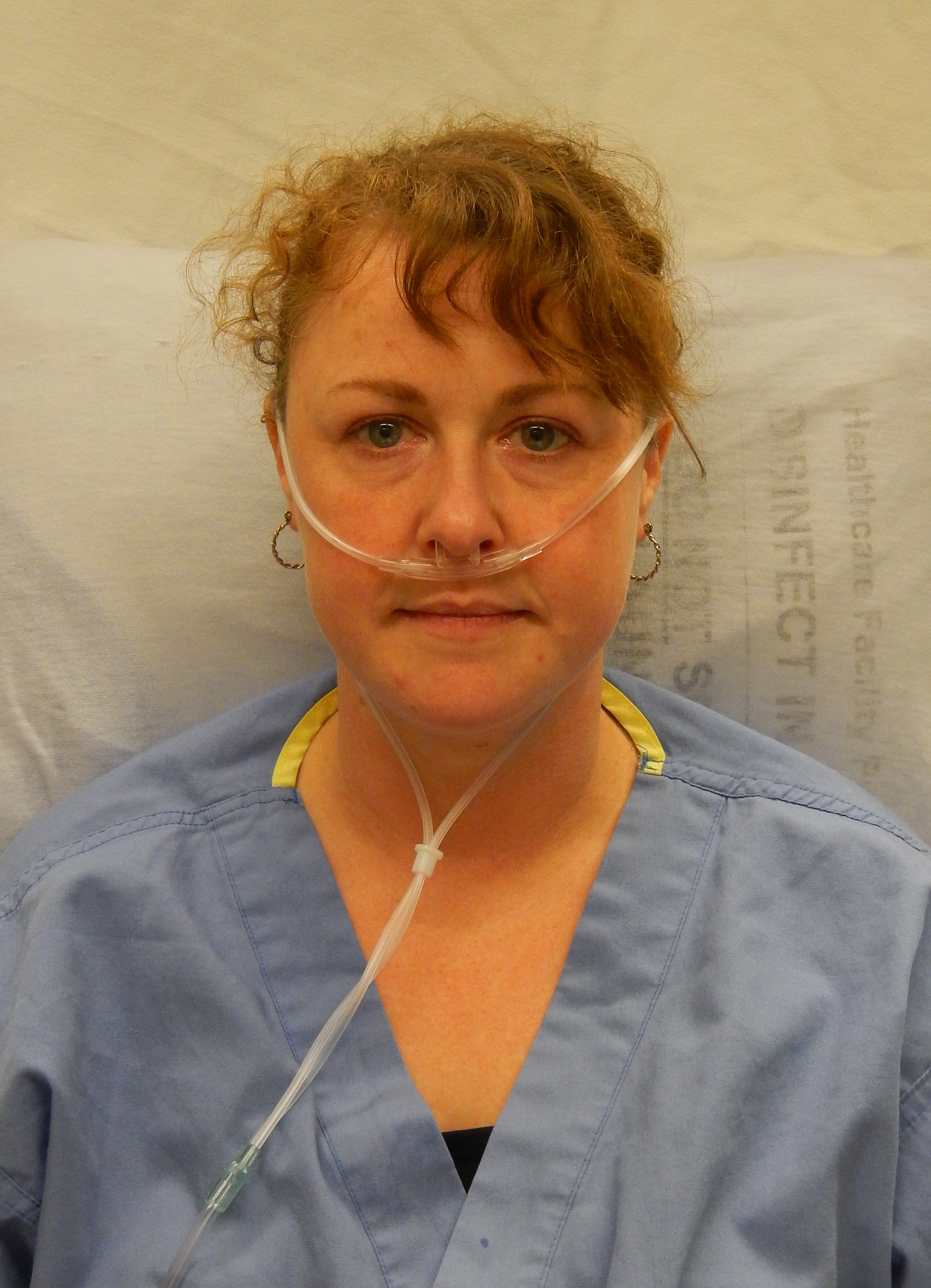
鼻腔カニューレによる酸素投与

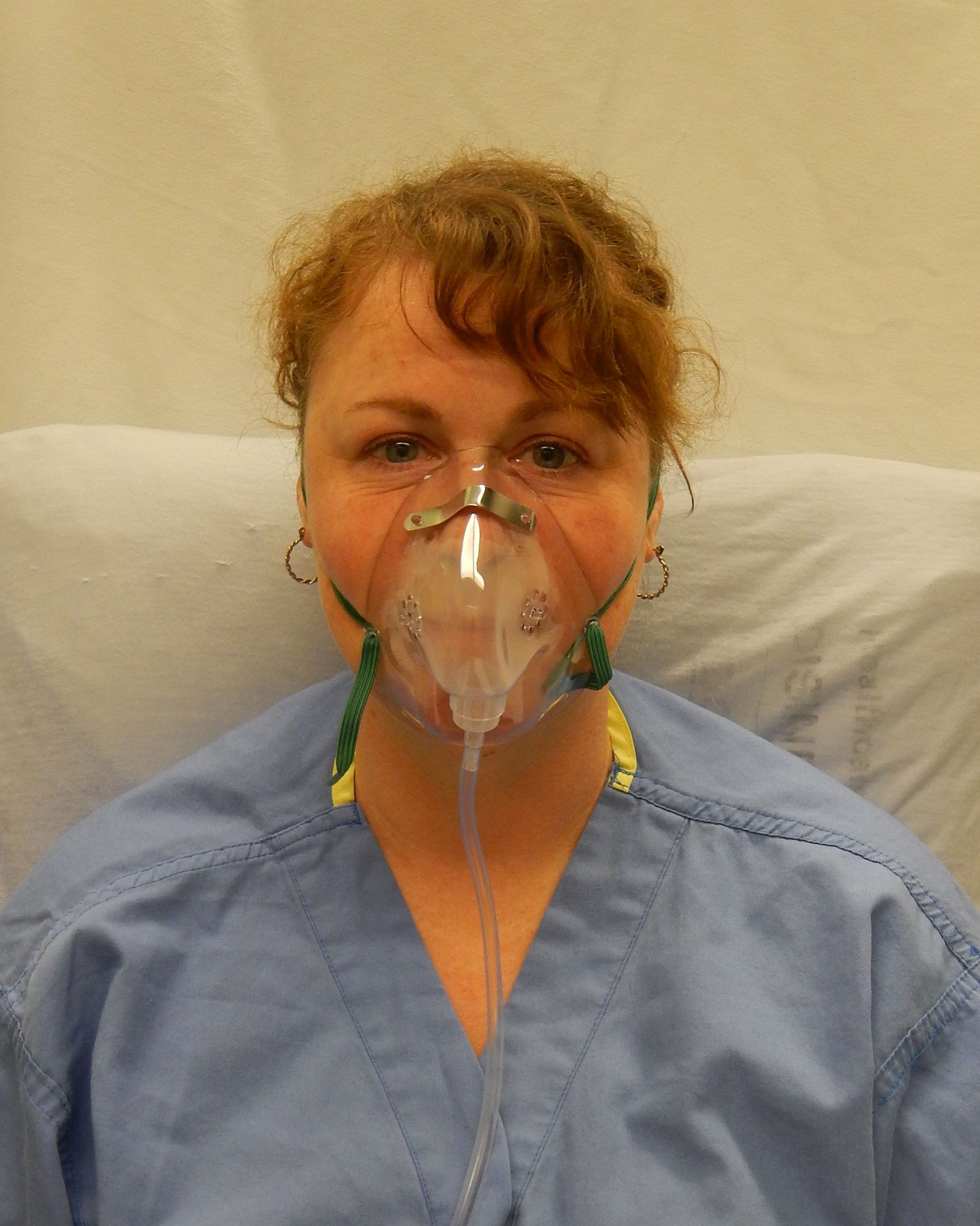
単純なフェイス・マスクによる酸素投与

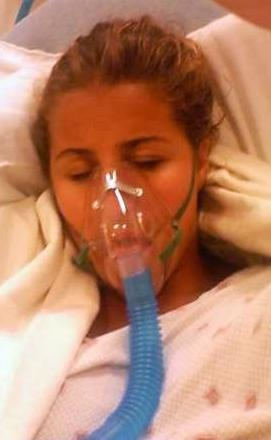
インスピロンネブライザーによる高加湿酸素投与。ER患者に装着されているプラスチック製の酸素マスク。

酸素吸入（さんそきゅうにゅう）とは、空気よりも高濃度の酸素を人為的に吸入することである。医療や健康増進などの目的で行なわれる。

## 概要
酸素療法は、低酸素血症の治療および予防を目的に動脈血酸素運搬能を高め、組織の低酸素状態を改善させるために行う。そのため、呼吸不全だけでなく、貧血、心筋梗塞などの循環不全や外傷、敗血症など組織代謝が亢進した状態でも適応となる。
酸素療法の適応は：
1. 室内気にてPaO2 ＜ 60 Torr、SaO2 ＜ 90%、あるいはPaO2および/あるいはSaO2が特別な臨床的状況に関して好ましい範囲を下回った状態
2. 低酸素血症が疑われる状態
3. 重症外傷
4. 急性心筋梗塞
5. 短期間の治療（例えば麻酔からの回復）

## 急性期ケアにおける酸素吸入

### 目的
酸素療法の第1の目的は、吸入酸素濃度（FiO2）を増加させて、動脈血酸素分圧（PaO2）を正常に保ち、組織に十分な酸素を供給することである。また、肺胞酸素分圧（PAO2）が70mmHg以下になると低酸素性肺血管攣縮を起こし、肺高血圧症の原因となることから、これを防ぐことも目的のひとつである。

### 装置および器具
酸素供給装置は、患者の吸気流量と酸素供給流量の関連から、低流量と高流量に分けられる。低流量のものは、経済的で侵襲度が低い一般的な酸素供給方法である。一方高流量のものは、酸素供給流量を患者吸気流量より高く設定するので大気の混入がなく、患者の換気状態が変化しても設定したFiO2を維持できる。
吸入器具としては、鼻カニューレ（nasalと通称されることが多い）、単純なフェイス・マスク、リザーバー付きのフェイス・マスク（マスクのすぐ近くに、加湿のための水バッグがついている）の3種が多用される。それぞれの器具を使用した場合の吸入酸素濃度（FiO2）は下表のとおりである。
| 鼻カニューレの場合    | 鼻カニューレの場合 | 酸素マスクの場合      | 酸素マスクの場合 | リザーバー付マスクの場合 | リザーバー付マスクの場合 |
| --------------------- | ------------------ | --------------------- | ---------------- | ------------------------ | ------------------------ |
| 100%酸素流量（l/min） | FiO2(%)            | 100%酸素流量（l/min） | FiO2(%)          | 100%酸素流量（l/min）    | FiO2(%)                  |
| 1                     | 24                 | 5                     | 40               | 6                        | 60                       |
| 2                     | 28                 | 6                     | 50               | 7                        | 70                       |
| 3                     | 32                 | 7                     | 60               | 8                        | 80                       |
| 4                     | 36                 |                       |                  | 9                        | 90                       |
| 5                     | 40                 |                       |                  | 10                       | 99                       |
| 6                     | 44                 |                       |                  |                          |                          |

さらに高流量の酸素を供給する場合は、高流量鼻カニューレ（HFNC、いわゆるネーザルハイフロー）、ベンチュリ―マスクやインスピロンネブライザーを用いる。高流量鼻カニューレでは、吸入気を加温加湿することにより、鼻カニューレから90％を超える高いFiO2の維持が可能であり、さらにある程度任意にFiO2を設定することができる。ベンチュリ―マスクには、設定酸素濃度ごとにカラーコードされたダイリューター（コマ）がついていて、FiO2 24〜50 %で設定できる。インスピロンネブライザーは滅菌水ボトルで加湿した高加湿酸素を供給可能で、酸素濃度はダイヤルで調整する。

### 診療報酬
- J024 酸素吸入

診療報酬上、医療機関での酸素吸入は処置に区分けされている。

### 潜水事故バイスタンダーによる酸素供給について
上記の適応には上げられていないが、減圧症（DCS）および動脈空気塞栓（AGE）に対しても酸素投与が有効であるとされている。これらの障害に対して最終的には高圧酸素療法が適用されるが、オンサイトでの大気圧酸素呼吸（NBO）は、適切な応急処置として推奨されている。これは、下記の根拠によるものとされている。
1. 末梢組織に過飽和状態で溶け込んだ窒素が末梢血管内でバブルを形成するには、減圧終了後30分～1時間を要するとされ、末梢組織を傷害しているバブルは次第に大きくなっていく。100％の酸素を呼吸すると数分で肺の中の空気は全酸素に置き換えられ、30分以内に動脈血の窒素（78%）は、オキシジェン・ウィンドウ[注 1]理論により、酸素に置き換えられる。なお、高圧酸素療法においては、気泡の全圧も上昇して圧勾配がさらに大きくなることから、より効果的となる。

1. この結果、末梢組織の過剰な窒素は毛細管壁を通って静脈血側に追い出され、気泡の増大を阻止するとともに、すでにできてしまったバブルも酸素に置き換えられ、バブルを縮小する。

1. バブルは末梢の血流を阻害しているが、それには白血球やリンパ球が関与した赤血球凝集が原因となる。酸素分圧が高い状態では、赤血球凝集を阻止できる。

オンサイトでのNBO実施は、既に欧米では実績を上げている。例えばDANヨーロッパで行なわれた研究では、NBO非実施群では再圧治療開始までに症状が緩解ないし消滅したのは3.7％にすぎなかったのに対し、NBO実施群では60.8％に達している。しかし日本においては、オンサイトでNBOを実施しうる資格を有するダイバーがあまりに少ないと指摘されている。
オンサイトNBOにおいては、病室での酸素投与とは異なり、酸素の供給源に限りがあることから、デマンド式の機材が使用されることが多い。また、高圧酸素療法が可能になるまでの応急処置としての性格が強いことから、極力高濃度の酸素投与が推奨されることも特徴である。ただし、酸素による肺障害のリスクを考慮して、DANのガイドラインは、NBOが6時間を越えないように求めている。またオンサイトNBOでは、洞穴潜水など環境圧が高い状況での酸素投与も想定されるため、中枢神経系における酸素中毒にも留意すべきである。

## 慢性期ケアにおける酸素吸入
呼吸器疾患などの患者は、長期的に高濃度の酸素を吸入しなければいけないため、医師の処方指導のもと自宅で日常生活をしながら酸素を吸入する在宅酸素療法（英: home oxygen therapy; HOT）が行なわれている。これには短期間の医療機関の入院を行い、動脈血液の酸素ガス濃度を測りながら酸素流量を調節し使用酸素濃度を調節するなど、厳密な管理が必要である。また、外出中でも携帯装置で酸素を吸入することもできる。

### 装置および器具
自宅・携帯用の酸素を出す装置には、以下のものがある。
酸素濃縮器
ランニングコストはほぼ電気代とレンタル料（医療費の自己負担分に応じて発生する）、酸素ボンベと比較するとランニングコストが安い。自宅では高濃度型の酸素濃縮器、外出時は携帯用酸素ボトルを使用する例が一般的。
携帯酸素発生器
液体酸素を少しずつ気化させることで気体の酸素を供給する。電気を使用しないため電気代がかからず、停電時にも使用が可能となる。また高濃度/高流量酸素の投与が可能となる。二種類の薬剤と水を専用のプラスティックボトルに入れて100％の酸素をおよそ10分間発生させる器具がある。近年、航空機へはテロ対策として酸素ボンベなど酸素を発生する器具類は安全確保のため手荷物として持ち込むことが出来ない。しかし、この薬剤と水を反応させる携帯用の酸素発生器は、航空機へ載せることが出来る唯一の酸素発生器で、登山や高地への旅行には高山病予防に欠かせない器具である。従来は液体酸素の移充填に技術が必要だったが、大陽日酸は簡単かつ安全に充填・操作ができる「ほたる」を開発、レンタル開始した。
液体酸素容器
一般的には液体酸素が充填されている容器を「液体酸素容器」「液酸容器」という。これは凍傷など各種の危険性が伴うため、家庭に設置する場合は許可や使用訓練が必要である。近年より簡便に使用出来るようになりライフラインに左右される事の無い事から使用例が増えつつある。自宅には液酸容器、外出時は携帯用液体酸容器に自分で充填して使用するか、携帯用酸素ボトルを使用する。電気代は電池代だけである。
携帯用酸素ボトル（酸素瓶）
外出時に使用する、気体の酸素を充填している高圧ガス容器である。空になったら専門の充填業者にて再充填して使用する。日本では酸素ボトルのことを酸素ボンベと呼ぶ場合もある。医療用のものはアルミ容器にグラスファイバーや炭素繊維等を巻きつけたもので軽く航空機への持ち込みも許可されるものが多い（届け出は必要）。なお携帯用酸素ボトルは、家庭で充填できる機器も存在する（日本では高圧ガス保安法の規定により使用出来ない）。呼吸に合わせて酸素を出したり止めたりする呼吸同調器（デマンドバルブ、サンソセーバーとも）という機器を使って使用するのが一般的である。尚、酸素を含む医療用ガスは医薬品に該当する為、医療機関を経ずに供給することは薬事法により禁止されている。アルミ製缶に酸素を充填した使い捨ての小型酸素ボンベも市販されていて、酸素バルブを接続し流量を調整して使用するが、きわめて短時間の使用しか出来ない（およそ9分）。
携帯用液体酸素容器
外出時に液体酸素を常圧で保冷して携帯するための容器である。携帯用酸素ボンベの大きさに比べて、小型かつ軽量な機種がほとんどで、携帯用酸素ボンベに比べて長時間の外出が可能である。近年その携帯性と長時間利用可能なメリットとより簡便な利用が可能になり使用する例が増えて来つつある（航空機への持ち込みは出来ない）。デメリットは、酸素を低温で液体状態にして魔法瓶のような構造の容器で保存する関係上、利用しなくても徐々に蒸発していく事で、保存しておける時間は、ヘリオスリザーバーで約57日、ヘリオスポータブルで約18時間である。
酸素発生器・酸素缶（酸素スプレー）
酸素発生器は水の中にタブレットを投入し水との化学反応で酸素が発生する機器だが一度反応を始めたら止める事は出来ない上、使用可能時間も少ない、また、酸素缶は一般的に用いられているスプレー缶に酸素を詰めたもので、口を覆うマスク付きの場合が多く、連続使用には不向きである。それぞれ一時的に気分が悪くなった場合などに使用するのが一般的。
いずれの容器、装置を使用する場合でも、火気厳禁（最低2 m、できれば5 m範囲）である。しかし、煙草や蚊取り線香、石油ストーブや電気ストーブ等による火災事故が後を絶たない。

## 副作用
酸素吸入に関して警戒すべき副作用としては、未熟児においては未熟児網膜症による失明、慢性呼吸不全患者においては炭酸ガスナルコーシスによる自発呼吸の停止および意識障害がある。また、高濃度酸素の長時間吸入による酸素中毒症や吸収性無気肺なども発生しうるほか、活性酸素を増やすため、場合によっては弊害もあるとの説もある。そのため医療機関では厳密な酸素濃度管理を行い過度の血中酸素ガス濃度にならないよう管理している。